# Judy Baauw
Judy Baauw (Zoelmond, 12 februari 1994) is een Nederlandse BMX'er. Haar beste prestatie tot op heden was een zilveren medaille tijdens het wereldkampioenschap BMX in 2021.

## Levensloop
Baauw kwam met het BMX'en in aanraking via haar oudere broer. Zij bleek over talent te beschikken en werd in 2005 al vijfde op het wereldkampioenschap in haar leeftijdsklasse. Vanaf 2015 begon ze mee te doen aan wereldbekerwedstrijden. Dat jaar eindigde Baauw als 25e in de wereldbekereindstand, een jaar later werd de BMX'er al zevende. Ze maakte kans om geselecteerd te worden voor de Olympische Spelen in Rio de Janeiro, maar bondscoach Bas de Bever koos op basis van resultaat voor Merle van Benthem en Laura Smulders.
Haar eerste podiumplaats in het wereldbekercircuit behaalde Baauw in april 2017 in Papendal. Het jaar 2018 was haar succesvolste seizoen tot op heden. Zij werd derde in de wereldbekereindstand en derde op het wereldkampioenschap, achter de Nederlandse zusjes Laura en Merel Smulders. Op 11 mei 2019 boekte Baauw haar eerste wereldbekeroverwinning tijdens het toernooi op Papendal. Een tweede wereldbekeroverwinning volgde twee jaar later in het Italiaanse Verona. In hetzelfde jaar nam Baauw deel aan de Olympische Spelen in Tokio, waar zij niet verder kwam dan de halve finales. Tijdens de WK 2021 op Papendal behaalde zij achter regerend olympisch kampioene Beth Shriever een zilveren medaille.
In de jaren na de Spelen in Tokio waren Baauws resultaten minder. In 2022 werd ze nog tiende in het algemeen klassement van de Wereldbeker en eenmaal het podium tijdens een individuele wedstrijd. In de jaren daarna viel ze buiten de top tien. Door de mindere resultaten verloor ze in 2023 haar A-status bij de sportbond NOC*NSF, en daarmee de bijpassende vergoeding. In 2024 werd Baauw wel voor de eerste keer in haar carrière Nederlands kampioen. Desondanks was dat resultaat, mede vanwege de sterke binnenlandse concurrentie, niet voldoende om zich te plaatsen voor de Olympische Spelen in Parijs. Baauw werd in 2024 eveneens Nederlands kampioen teamsprint op de wielerbaan van Apeldoorn.
Baauw brak in mei 2025 tijdens een trainingsstage in Kopenhagen haar schouderblad. Twee maanden later verraste Baauw in datzelfde Kopenhagen met een bronzen medaille tijdens het wereldkampioenschap.

## Persoonlijk
Baauw rondde in 2015 de studie fysiotherapie af.